# Schloss Kammendorf

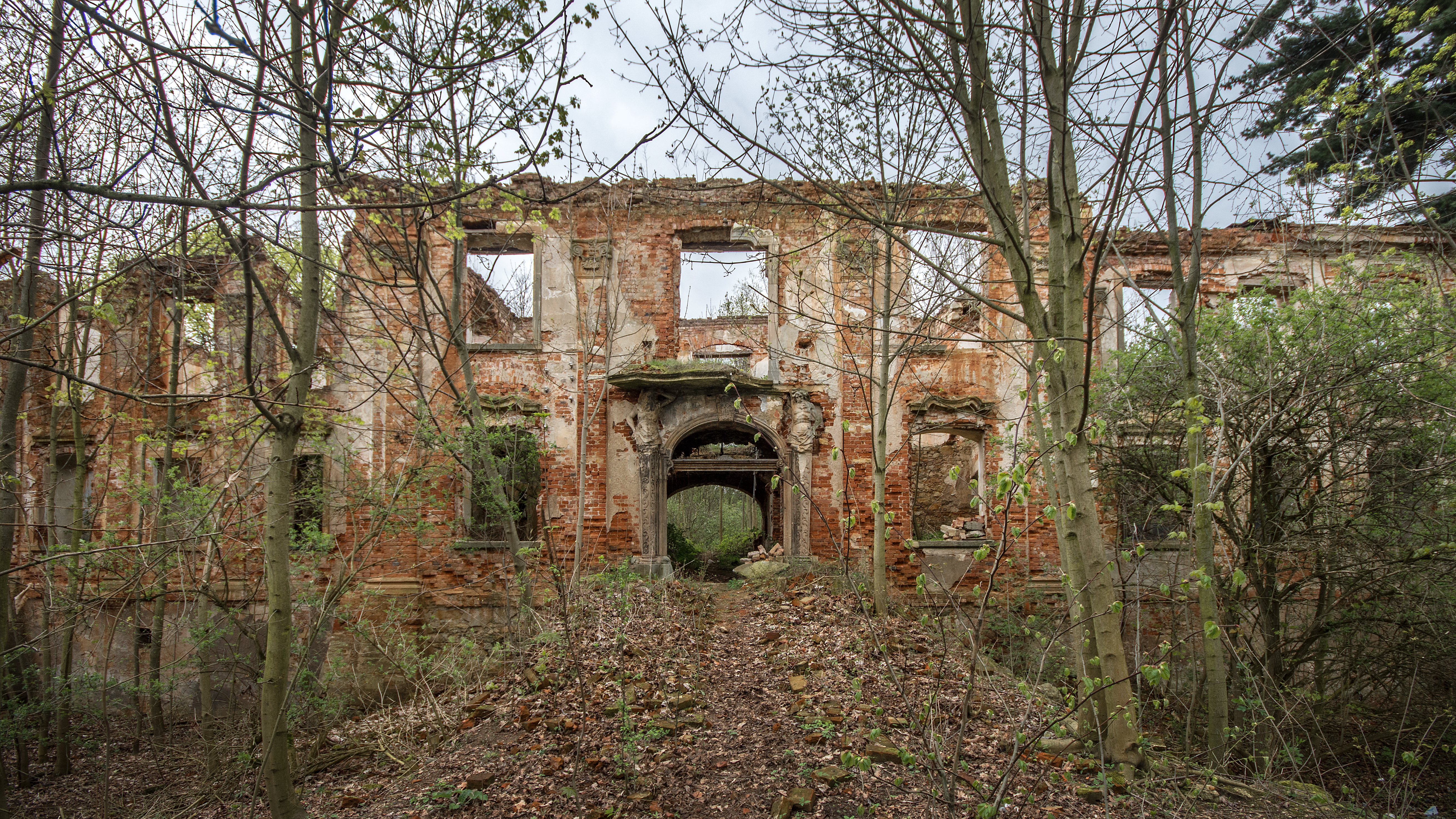
Ruine von Schloss Kammendorf

Das Schloss Kammendorf (polnisch Pałac Kamionna) ist die Ruine eines Schlosses in Kamionna (Kammendorf) in der Gemeinde Środa Śląska (Neumarkt in Schlesien) im Powiat Wrocławski in der polnischen Woiwodschaft Niederschlesien.

## Geschichte
Früh entstand ein von einem Wassergraben geschützter Wohnturm, dessen Reste heute noch nachweisbar sind. Erster Besitzer war möglicherweise Nicolaus von Kemererdorf, der im Zusammenhang mit einer Auseinandersetzung Herzog Heinrichs III. von Breslau mit Herzog Heinrich III. von Glogau erwähnt wird. Im Jahr 1571 wurde unter den von Seidlitz das Gebäude zu einem vierflügeligen Wasserschloss erweitert, mit einem von Arkaden gesäumten Innenhof. Aus dieser Zeit waren Gewölbe im Stil der Zeit, profilierte Türgewände und eine ionische Säule als Stütze des Küchengewölbes erhalten.
Über die von Knobelsdorff ging Kammendorf 1657 an Carl Friedrich von Kalckreuth, der das Schloss barock überformen ließ. Die Nordfassade wurde mit kompositen Kolossalpilastern und einem dreiachsigen Mittelrisalit mit Dreiecksgiebeln gestaltet. 1740 bis 1744 wurde das Schloss im Stil des Barock umgebaut, vermutlich nach Entwurf des Architekten Christoph Hackner. Mitte des 18. Jahrhunderts war es im Besitz der von Stillfried, 1792 gelangte es an Karl Abraham Freiherr von Zedlitz, der es einem Fräuleinstift vererbte.
Im Jahr 1871 wurde der Süd- und der Ostflügel abgetragen, nach 1935 das Innere in Wohnungen aufgeteilt. Diese wurden nach 1945 von Menschen bewohnt, die im Zuge der Zwangsumsiedlung von Polen aus den ehemaligen polnischen Ostgebieten 1944–1946 vertrieben worden waren, und in den 1980er Jahren aufgegeben und dem Verfall preisgegeben. Derzeit ist die Ruine in privatem Besitz und verfällt weiter.